# Ligota Dolna (Czechy)
Ligota Dolna (też: Ligoty Dolne, cz. Nižní Lhoty, niem. Unter Ellgoth) – gmina w Czechach, w kraju morawsko-śląskim, w powiecie Frydek-Mistek, w historycznych granicach Śląska Cieszyńskiego, przynależy do Euroregionu Beskidy.

## Nazwa
Nazwa ligota odnosi się do osady założonej na surowym korzeniu z zastosowaniem dla jej nowych mieszkańców ulgi na zagospodarowanie. Na Śląsku nazwę taką posiada blisko 60 miejscowości, natomiast w Czechach około 300 (w postaci Lhota i pokrewnych). Wymieniona w 1450 nazwa (odmienionej deklinacyjnie) Rozkovu Lhotu wywodzi się od imienia Rozek (≤Rozmysł, Rozbor). Historycznie nazwa występowała zarówno w liczbie pojedynczej jak i mnogiej, przy czym pluralizacja nastąpiła z racji funkcjonowania dwóch wsi (Ligota Górna i Dolna → Ligoty → Ligoty Górna i Dolna).
Zdaniem Idziego Panica należy odrzucić identyfikację Ligoty Dolnej z Rudgeri villa, w innym wypadku niezidentyfikowaną/zaginioną miejscowość, wymienioną w okolicy w dokumencie Liber fundationis episcopatus Vratislaviensis.

## Geografia
Miejscowość położona jest na Pogórzu Morawsko-Śląskim, na prawym brzegu Morawki, której koryto chronione jest w tym miejscu jako Narodowy pomnik przyrody Skalická Morávka.

## Historia
Po raz pierwszy wzmiankowane w roku 1434 w postaci na Lhoty, a w 1450 Rozkovu Lhotu. Politycznie wieś znajdowała się wówczas w granicach księstwa cieszyńskiego, będącego lennem Królestwa Czech, a od 1526 roku w wyniku objęcia tronu czeskiego przez Habsburgów wraz z regionem aż do 1918 roku w monarchii Habsburgów (potocznie Austrii). W 1573 miejscowość wraz z kilkunastoma innymi wsiami oraz miastem Frydek została sprzedana przez książąt cieszyńskich tworząc frydeckie państwo stanowe.
Według austriackiego spisu ludności z 1910 roku Ligota Dolna miała 405 mieszkańców i wszyscy byli czeskojęzyczni a także katolikami.